# 苦玄参属
苦玄参属（学名：Picria）是母草科下的一个属，为披散草本植物。该属仅有苦玄参（Picria felterrae）一种，分布于印度至中国海南。